# Gouvernement de Sao Tomé-et-Principe
Cet article concerne le gouvernement santoméen en général. Pour le gouvernement actuel, voir XVIIIe gouvernement constitutionnel de Sao Tomé-et-Principe.
Le Gouvernement de Sao Tomé-et-Principe (en portugais : Governo de São Tomé e Príncipe) constitue le pouvoir exécutif du pays.
Le Gouvernement est nommé par le président de la République et est placé sous l'autorité politique du Premier ministre, qui est le chef du gouvernement.